# Julius Wallichs
Julius Wallichs (* 18. März 1829 in Garding; † 12. Januar 1916 in Altona) war ein deutscher Arzt und einer der ersten Standespolitiker in Schleswig-Holstein.

## Leben
Julius Wallichs studierte nach dem Besuch des Gymnasiums in Husum und des Christianeums in Altona an der Christian-Albrechts-Universität zu Kiel und der Georg-August-Universität Göttingen Medizin. 1848 nahm er als Mitglied eines Studentenkorps an der Schleswig-Holsteinischen Erhebung teil und geriet in dänische Kriegsgefangenschaft, aus der er nach dem Waffenstillstand entlassen wurde. Er erkrankte an Typhus und konnte dadurch seinen Militärdienst nicht fortsetzen. Er war 1848 Mitglied der Kieler Burschenschaft. Später wurde er nicht wie sein Bruder Christian Adolf Mitglied der 1855 gegr. Burschenschaft Teutonia Kiel.
Mit einer Doktorarbeit über die Kieler Typhusepidemie wurde er 1853 zum Dr. med. promoviert. Von 1853 bis 1861 war er praktischer Arzt in Horst (Holstein). Von 1861 bis 1871 praktizierte er in Neumünster. Mit Johannes Bockendahl, Karl Heinrich Christian Bartels und Magnus Friedrich Steindorff gründete er 1865 – nach dem Deutsch-Dänischen Krieg – den Verein Schleswig-Holsteinischer Ärzte. Er war 1871/72 Kreisphysikus in Pinneberg und ab 1872 Kreisphysikus in Altona. 1878 war er Mitglied der Reichskommission zur Beratung der ärztlichen Prüfungsordnung. In Altona übernahm er am 27. Dezember 1886 die Leitung der neu eröffneten Irrenpflegeanstalt. Ab 1887 war er Redakteur des vom Ärztevereinsbund herausgegebenen Ärztlichen Vereinsblattes. Seit Einrichtung der preußischen Ärztekammern (1887) war er Vorsitzender der Schleswig-Holsteinischen Provinzärztekammer. 1901 trat er mit 72 Jahren in den Ruhestand.

## Familie
Wallichs Vater war der Gardinger Arzt Friedrich Wallichs († 1879). Der Reichstagsabgeordnete Christian Adolf Wallichs war ein Bruder. Der Bruder Fritz Wallichs, später Gymnasiallehrer in Schleswig, war 1848 ebenfalls Mitglied der Kieler Burschenschaft.

## Werke
- Der Verein Schleswig-Holsteinischer Aerzte 1865–1890. Kiel 1890.

## Ehrungen
- 1872: Geheimer Sanitätsrat
- 1893: Roter Adlerorden, 4. Klasse
- 1901: Roter Adlerorden, 3. Klasse